# Luis Alegre Zahonero
Luis Alegre Zahonero (Madrid, 16 de març de 1977) és un filòsof i escriptor espanyol, professor en la Universitat Complutense de Madrid i membre del Consell Ciutadà de Podem, partit del qual es va desafiliar el 2019 per militar a Más Madrid.

## Biografia
Luis Alegre és investigador i professor de Filosofia en la Universitat Complutense de Madrid. És deixeble de Carlos Fernández Liria, també professor de Filosofia d'aquesta Universitat, amb el qual ha col·laborat en diverses revistes i llocs d'Internet de contrainformació alternativa, com El Viejo Topo, Viento Sur o Rebelión.org.
Alegre i Fernández Liria han escrit nombrosos llibres junts, d'entre els quals destaca «El orden de El capital», una obra sobre el sistema polític d'Hugo Chávez, que va obtenir el Premi Libertador al Pensament Crític 2010. Aquest premi, atorgat pel Ministeri de Cultura de Veneçuela, premia als guanyadors amb 150.000 dòlars. En aquella edició, el premi va ser lliurat en Caracas de la mà de Nicolás Maduro, que era el ministre d'Exteriors. Tots dos van escriure també el llibre «Comprender Venezuela, pensar la democracia», que va rebre l'esment honorífic de la primera edició del Premi Libertador (2006). Així mateix destaquen els treballs «Periodismo y crimen. El caso Venezuela 11-04-02» o «Educación para la ciudadanía. Democracia, Capitalismo y Estado de Derecho».
En juliol de 2015 apareix en la llista dels 50 homosexuals més influents d'Espanya, elaborada per La Otra Crónica d'El Mundo.

## Vida política
Luis Alegre pertany des de 1992 a diferents organitzacions polítiques d'esquerra. Va ser militant del partit Espacio Alternativo, que posteriorment derivà a Izquierda Anticapitalista. Formà part del Consell Executiu de la Fundació Centro de Estudios Políticos y Sociales (Fundació CEPS). Més endavant va esdevenir el responsable de Comunicació del grup promotor de Podem. Després de les eleccions europees de 2014, va ser escollit com a coordinador de l'equip que va organitzar l'Assemblea Ciutadana «Sí Es Pot». En la clausura d'aquesta Assemblea, Luis Alegre va obtenir els vots necessaris per ser escollit membre del Consell Ciutadà d'aquest partit. En 2019 comença a participar en Más Madrid.